# 大白桃子
大白 桃子（おおしろ ももこ、2003年6月3日 - ）は、日本の女性アイドル。女性アイドルグループ・fishbowlのメンバー。ASPEQ所属。静岡県浜松市出身。

## 略歴
2021年、「しずおかアイドルプロジェクト」から誕生したアイドルグループ・fishbowlのメンバーとして活動開始。
2023年3月3日発売の『B.L.T.』（東京ニュース通信社）2023年4月号にて初の水着グラビア（谷乃愛（タイトル未定）とのコラボレーション）。
同年、「週刊ヤングジャンプ」（集英社）主催「サキドルエースSURVIVAL SEASON13」に参加。ミクチャ審査で1位となりミクチャ特別賞を獲得。同年12月、総合優勝が同誌で発表され、巻頭グラビアおよび表紙を飾った。

## 人物・エピソード
- 浜松市生まれで2023年現在も浜松市在住だが、3歳から小学2年生まで父親の仕事の関係でインドネシア・ジャカルタで過ごした[6]。
- しずおかアイドルプロジェクトのオーディションでは歌とダンスの審査があったが、どちらも拒否した。「やったこともない、できない歌とダンスを見せるんだったら、やらない方がいいなと思った」というのが理由[7]。
- fishbowl公式サイトでのニックネームは「もも」だが、週刊プレイボーイでのグラビア撮影の際に「桃白白」というあだ名を付けられ、それをファンに報告したところ好評だったので、TikTokのニックネームも「桃白白（タオパイパイ）」としている[8]。

## 作品

### デジタル写真集
- 大白桃子写真集「夏の匂いがした。」 週プレ PHOTO BOOK（2023年8月28日、集英社）
- 大白桃子 桃白 vol.1 FRIDAYデジタル写真集（2023年11月17日、講談社）
- 大白桃子 桃白 vol.2 FRIDAYデジタル写真集（2023年11月17日、講談社）
- B.L.T.デジタル写真集 大白桃子（fishbowl）「あおぞらとエメラルド」（2023年12月5日、東京ニュース通信社）
- 大白桃子（fishbowl）写真集「あなたのもとへ！」（2023年12月14日、集英社）